# Uiwang
Uiwang (em coreano: 의왕) é uma cidade localizada na região centro-sul da província de Gyeonggi, na República da Coreia. É uma das cidades-satélite que circundam Seul, integrada à Área da Capital de Seul. Sua maior vizinha urbana imediata é Anyang. A paisagem local é marcada pelos baixos picos das montanhas de Gwangju, incluindo Moraksan.
Historicamente, durante o período Joseon, a área que hoje constitui Uiwang fazia parte do condado de Gwangju, na província de Gyeonggi, abrangendo as localidades de Uigok-myeon e Wangnyun-myeon. Em 1º de abril de 1914, essas localidades foram combinadas para formar Uiwang-myeon, sendo anexadas ao condado de Suwon. Posteriormente, foi integrada ao condado de Hwaseong em 1949, ao condado de Siheung em 1963, e finalmente promovida ao status de cidade em 1989.
A cidade possui grande relevância no transporte ferroviário, abrigando o Museu Ferroviário e a Universidade Nacional de Transportes da Coreia (한국교통대학교). Além disso, a Linha 1 do Metrô de Seul atravessa a cidade, assim como a Linha Gyeongbu. Uiwang também conta com um terminal de transporte de contêineres operado pela Hanjin.

## História
1 de abril de 1914: Uigok-myeon (의곡면) e Wangnyun-myeon (왕륜면) do Gwangju-gun foram combinados e transferidos para o Suwon-gun, que o renomeou Uiwang-myeon (의왕면).
1 de outubro de 1936: Ilhyeong-myeon (일형면) foi incorporado em Uiwang-myeon.
14 de agosto de 1949: O distrito foi transferido para Hwaseong-gun, e foi renomeado Ilwang-myeon (일왕면).
1 de janeiro de 1963: Ilhyeong-myeon foi transferido para a cidade de Suwon, enquanto o restante se tornou Uiwang-myeon, agora em Siheung-gun.
1 de dezembro de 1980: Uiwang-myeon torna-se Uiwang-eup.
15 de fevereiro de 1983: Woram-ri (월암리) e Chopyeong-ri (초평리), anteriormente em Hwaseong-gun's Banwol-myeon (반월면), foram transferidos para Uiwang-eup.
1 de janeiro de 1989: Uiwang separou-se de Siheung-gun, formando a sua própria cidade.

## Geografia
Uiwang fica ao sul de Seul. É delimitada a leste por Baegunsan (백운산), Barasan (바라산), as encostas mais baixas de Cheonggyesan (청계산) e Maebongsan (매봉산); ao sul pela cidade de Suwon, a oeste por Ansan, Gunpo e Anyang; e ao norte por Gwacheon.
Há dois reservatórios notáveis na cidade: O lago Baegun (백운호수), no sopé de Baegunsan, e o lago Wangsong (왕송호수), junto à fronteira com Suwon. O Lago Baegun tem uma série de restaurantes estrangeiros, enquanto o Lago Wangsong, acessível a partir da Estação de Uiwang, tem uma drenos recreativa, o Museu Ferroviário Coreano e o Parque de Educação Natural de Uiwang.

## Administração
Existem seis distritos administrativos na cidade:
| Distrito         | População |
| ---------------- | --------- |
| Gocheon-dong     | 13,386    |
| Naseonil(1)-dong | 23,136    |
| Naseonil(2)-dong | 27,212    |
| Ojeon-dong       | 44,076    |
| Cheonggye-dong   | 14,401    |
| Bugok-dong       | 26,846    |